# Nicolas Galazzi
Nicolas Galazzi (Pavia, 18 dicembre 2000) è un calciatore italiano, centrocampista del Monza.

## Caratteristiche tecniche
Mancino di piede e tatticamente duttile, ha iniziato a giocare da ala, venendo poi progressivamente spostato al ruolo di mezzala, dopo essere stato schierato anche come trequartista ed esterno di centrocampo; è stato impiegato da Christian Bucchi alla Triestina anche come terzino sinistro. Dotato di un ottimo controllo di palla, abile nel possesso, è bravo in fase di smarcamento, oltre ad avere notevoli capacità di assist-man.

## Carriera
Cresciuto nell'Accademia Pavese, nel 2017 si trasferisce nel settore giovanile dell'Inter; il 16 luglio 2018 viene ceduto a titolo temporaneo al Fanfulla, club lodigiano militante in Serie D. Dopo essere stato tesserato dal Piacenza, il 22 luglio 2019 passa in prestito alla Vigor Carpaneto, sempre in Serie D.
Rientrato al Piacenza, il 2 settembre 2020 firma il primo contratto professionistico con i biancorossi, di durata biennale. Viene impiegato come titolare nel ruolo per lui inedito di mezzala, rivelandosi uno dei migliori elementi della squadra nella prima parte del campionato. Dopo aver prolungato per un'ulteriore stagione, il 1º febbraio 2021 viene acquistato dal Venezia, con cui firma un biennale, rimanendo in prestito al Piacenza.
Rientrato al club veneto, il 22 agosto 2021 debutta in Serie A, in occasione della partita persa per 2-0 contro il Napoli, sostituendo nella ripresa Dor Peretz. Rimane la sua unica presenza con i veneti, perché il 28 agosto successivo passa a titolo temporaneo alla Triestina, di nuovo in Serie C. Con gli alabardati disputa una stagione di alto livello, con 4 reti e 7 assist nonostante una frattura del radio che lo tiene lontano dai campi per tre mesi.
Il 30 giugno 2022 viene ceduto assieme a Luca Lezzerini al Brescia, in uno scambio che vede coinvolto anche Jesse Joronen che passa invece ai lagunari. Nelle Rondinelle esordisce in Serie B e si mette in evidenza come uno dei migliori elementi, guadagnando il ruolo di titolare a centrocampo. Chiude la stagione 2022-2023, conclusa con la retrocessione in Serie C e il successivo ripescaggio, con 29 presenze complessive e due reti; si conferma titolare anche nella stagione successiva, in cui mette a referto quattro gol e sette assist. Nel luglio del 2024, rinnova il proprio contratto con il club bresciano fino al 30 giugno 2028.
Il 3 luglio 2025 rimane svincolato a seguito del fallimento della società lombarda. Cinque giorni dopo firma con il Monza, neoretrocesso in Serie B.

## Statistiche

### Presenze e reti nei club
Statistiche aggiornate al 13 maggio 2025.
| Stagione        | Squadra         | Campionato      | Campionato | Campionato | Coppe nazionali | Coppe nazionali | Coppe nazionali | Coppe continentali | Coppe continentali | Coppe continentali | Altre coppe | Altre coppe | Altre coppe | Totale | Totale |
| Stagione        | Squadra         | Comp            | Pres       | Reti       | Comp            | Pres            | Reti            | Comp               | Pres               | Reti               | Comp        | Pres        | Reti        | Pres   | Reti   |
| --------------- | --------------- | --------------- | ---------- | ---------- | --------------- | --------------- | --------------- | ------------------ | ------------------ | ------------------ | ----------- | ----------- | ----------- | ------ | ------ |
| 2018-2019       | Fanfulla        | D               | 24+1       | 3          | CI-D            | 2               | 0               | -                  | -                  | -                  | -           | -           | -           | 27     | 3      |
| 2019-2020       | Vigor Carpaneto | D               | 23         | 2          | CI-D            | 2               | 1               | -                  | -                  | -                  | -           | -           | -           | 25     | 3      |
| 2020-2021       | Piacenza        | C               | 34         | 2          | CI              | 1               | 0               | -                  | -                  | -                  | -           | -           | -           | 35     | 2      |
| ago. 2021       | Venezia         | A               | 1          | 0          | CI              | 0               | 0               | -                  | -                  | -                  | -           | -           | -           | 1      | 0      |
| ago. 2021-2022  | Triestina       | C               | 28+2       | 4          | CI-C            | -               | -               | -                  | -                  | -                  | -           | -           | -           | 30     | 4      |
| 2022-2023       | Brescia         | B               | 27+1       | 2          | CI              | 1               | 0               | -                  | -                  | -                  | -           | -           | -           | 29     | 2      |
| 2023-2024       | Brescia         | B               | 33+1       | 3+1        | CI              | 0               | 0               | -                  | -                  | -                  | -           | -           | -           | 34     | 4      |
| 2024-2025       | Brescia         | B               | 23         | 1          | CI              | 1               | 0               | -                  | -                  | -                  | -           | -           | -           | 24     | 1      |
| Totale Brescia  | Totale Brescia  | Totale Brescia  | 83+2       | 6+1        |                 | 2               | 0               |                    | -                  | -                  |             | -           | -           | 87     | 7      |
| 2025-2026       | Monza           | B               | -          | -          | CI              | -               | -               | -                  | -                  | -                  | -           | -           | -           | -      | -      |
| Totale carriera | Totale carriera | Totale carriera | 193+5      | 17+1       |                 | 7               | 1               |                    | -                  | -                  |             | -           | -           | 205    | 19     |